# Werdohl

Werdohl est une ville de Rhénanie-du-Nord-Westphalie (Allemagne), située dans l'arrondissement de La Marck, dans le district d'Arnsberg, dans le Landschaftsverband de Westphalie-Lippe.

## Personnalités liées à la ville
- Horst Jäcker (1941-), homme politique né à Werdohl.
- Irene Dingel (1956-), théologien née à Werdohl.